# Township Rebellion (groupe)
Pour les articles homonymes, voir Township Rebellion.
Township Rebellion est un duo allemand de musique électronique, originaire de Berlin. 

## Histoire
Le groupe est formé en 2012 par Arthur Wagner et Marlon Mürle. Dans le domaine du remix, Township Rebellion a collaboré avec des artistes tels que Rüfüs du Sol, Reinier Zonneveld, Oliver Koletzki et Carl Cox. Leur musique est publiée entre autres sur les labels Stil vor Talent et Rose Avenue. L'EP 2020 sort chez Rose Avenue, le label de Rüfüs du Sol.
Township Rebellion acquiert une notoriété supra-régionale en se produisant dans des festivals de renom comme Burning Man et Universo Parallelo. En outre, ils se produisent régulièrement dans des clubs berlinois comme Ritter Butzke, Kater Blau et Watergate,.

## Discographie

### Albums studio
- 2014 : Extravaganza (Phatt on Vinyl)
- 2016 : Vobia (Tommy Boy Entertainment)

### Singles et EP
- 2015 : Price of Victory (Phatt on Vinyl)
- 2016 : Pelikan (Moonbootique)
- 2017 : Township Rebellion, Marc Holstege (Stil vor Talent)
- 2017 : Aviation (Stil vor Talent)
- 2018 : Balance (Stil vor Talent)
- 2018 : The Review (Einmusika Recordings)
- 2019 : Static (Katermukke)
- 2020 : 2020 (Rose Avenue)
- 2021 : 혼돈 과 질서 (Stil vor Talent)
- 2021 : Signal (Factory 93 Records)
- 2024 : Bipolar